# アンソニー・ランドルフ
アンソニー・アーウィン・ランドルフ・ジュニア  (Anthony Erwin Randolph, Jr.  ,  1989年7月15日 - )は、スロベニアのバスケットボール選手。リーガACBのレアル・マドリード・バロンセストに所属している。ポジションはPF/C。

## 来歴

### 生い立ち
1989年に、父がアメリカ軍に従軍していた関係でドイツのヴュルツブルクで生まれる。一家は軍内部の異動の関係で転籍を繰り返し、帰国後もアメリカ国内を転々とする生活を送った。

### 学生時代
高校もアーカンソー州リトルロックの高校からテキサス州ダラスの高校に編入。高校時代は超高校生級の逸材として知られた。大学はルイジアナ州立大学に入学。2007-08シーズンを平均15.6得点 8.5リバウンド 1.2アシスト 1.13スティール  2.26 ブロックショットという成績を残した。

### プロ生活

#### NBA
ランドルフは大学では1シーズンプレーしただけで2008年のNBAドラフトにアーリーエントリーを表明。14位でゴールデンステート・ウォリアーズから指名された。しかし、プロ入り後は苦戦の連続となる。練習中の態度を巡って当時のドン・ネルソンヘッドコーチやスティーブン・ジャクソンら主力選手と対立するなど、十分な活躍が出来ず、2010年7月にデビッド・リーとのサイン・アンド・トレードの一環でニューヨーク・ニックスに放出。以降ミネソタ・ティンバーウルブズ、デンバー・ナゲッツを転々とするも実が出ず、2014年夏にシカゴ・ブルズ、オーランド・マジックをたらい回しにされた後解雇された。

#### ヨーロッパへ
NBAで然したる活躍が出来なかったランドルフは、ユーロリーグで腕を磨くことを決意。2014年8月にPBC ロコモティフ・クバンと2年契約を締結。ユーロリーグやユーロカップで活躍した後、2016年7月15日にレアル・マドリード・バロンセストと契約。2017年6月22日にレアルと再契約した。

## 代表経歴
2017年6月23日、ランドルフはスロベニア国籍を取得し、スロベニア代表入りを目指すと報じられた。